# Crugny

Crugny este o comună în departamentul Marne, Franța. În 2009 avea o populație de 600 de locuitori.